# Longshan-Grotten
Die Longshan-Grotten (chinesisch 龍山石窟 / 龙山石窟, Pinyin Lóngshān shíkū, englisch Longshan Grottoes) befinden sich auf dem Gebiet der Stadt Taiyuan, Provinz Shanxi, China, auf dem Gipfel des Longshan-Berges („Drachenberg“), ca. zwanzig Kilometer südöstlich von Taiyuan.
Es handelt sich bei den Grotten um eine der wenigen daoistischen Höhlenkomplexe in China. Sie wurden von dem daoistischen Mönch Song Defang 宋德芳 (1183–1247), dem Quanzhen-Patriarchen, in den frühen Jahren der Mongolen-Zeit, und zum Teil auch früher, angelegt. Es gibt darin neun Höhlen mit über vierzig Statuen und Inschriften auf den Wänden aus der Mongolen-Zeit.
Seit 1996 stehen die Longshan-Grotten auf der Liste der Denkmäler der Volksrepublik China in Shanxi (4-192).